# Nordanbergsbergets naturreservat
Nordanbergsbergets naturreservat är ett naturreservat i Östersunds kommun som ligger strax norr om Ångsta och ungefär två mil söder om Östersund. Naturreservatets syfte är att bevara ett stycke kalkbarrskog, samt bevara, utveckla och tillgängliggöra området för naturupplevelser och friluftsliv. Vidare skall området lämnas ifred så att det kan utvecklas till ett urskogsliknande tillstånd. Området består till största delen av skog med gran på kalkrik mark med en svag nordsluttning. Genom naturreservatet rinner en kallkälla, och det finns två stycken rikkärr. Enligt storskifteskartan från tidigt 1800-tal så brukades marken som slåttermark.

## Växtlighet

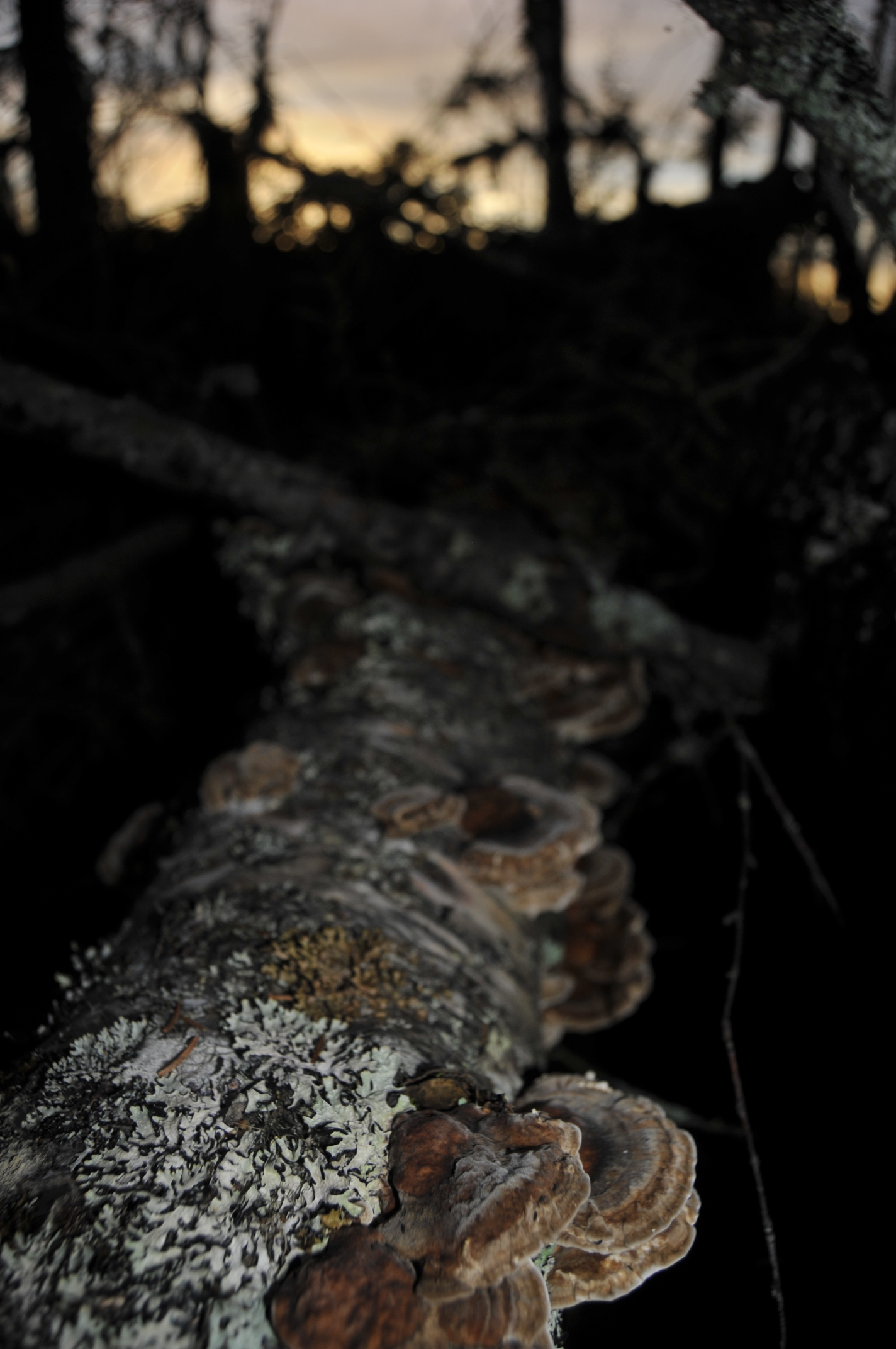
Nordanbergsbergets naturreservat.

Inom området så¨växter det bland annat orkidéer samt svampar som är typiska för kalkrik mark. Några av dessa växter och svampar är:
- Tvåblad (Listera ovata)

Tvåblad är en högväxt orkidé som kan bli en halv meter hög. Stjälken har två stycken oskaftade ovala blad som kan bli upp till en dm höga och fem cm breda. Blommorna sitter i långa, glesa, axlika klasar och är gulgröna till färgen.
- Skogsnycklar (Dactylorhiza maculata)

Skogsnycklar är en underart till Jungfru Marie nycklar.
- Trolldruva (Actaea spicata)

Det är en art i familjen ranunkelväxter och förekommer naturligt i Europa och norra Asien. Den är utbredd över hela Norden, men växer inte högt uppe på fjällen. Arten trivs endast i mycket skuggrika lundar och snår med god mylla.
- Kransrams (Polygonatum verticillatum)

Kransrams är en mångformig, kal, flerårig ört som vanligen blir 40–80 cm hög. Jordstammen är vanligen trind och har korta förgreningar. Stjälken är upprätt och ofta mörkt rödprickig nedtill. Bladen är långsmala till brett lansettlika och sitter 3–7 kransställda, de blir 6–10 × 0,5–3 cm. Blommorna är grönvita, blekt gula eller purpur och sitter vanligen två och två tillsammans i bladvecken, ibland dock ensamma eller upp till fyra stycken. Frukten är ett orange till rött eller blågrönt bär. Arten blommar mitt i sommaren.
Typiska svampar för den kalkrika marken är:
- Svavelriska (Lactarius scrobiculatus)
- Flattoppad klubbsvamp (Clavariadelphus truncatus)
- Odörspindling (Cortinarius mussivius)